# كابياء صخرية
كابياء صخرية (الاسم العلمي:Kerodon) هي جنس من الحيوانات يتبع فصيلة الكابيائية من رتبة القوارض.

## أنواع
يضم هذا الجنس نوعين هما:
- كابياء الصخور (الاسم العلمي:Kerodon rupestris)
- كابياء بهلوانية (الاسم العلمي:Kerodon acrobata)